# Proceratophrys sanctaritae
Espèce
Proceratophrys sanctaritae est une espèce d'amphibiens de la famille des Odontophrynidae.

## Répartition
Cette espèce est endémique de l'État de Bahia au Brésil. Elle se rencontre à Amargosa dans la Serra do Timbó.

## Étymologie
Cette espèce est nommée en référence au lieu de sa découverte, la forêt de Santa Rita.

## Publication originale
- Cruz & Napoli, 2010 : A new species of smooth horned frog, genus Proceratophrys Miranda-Ribeiro (Amphibia: Anura: Cycloramphidae), from the Atlantic Rainforest of eastern Bahia, Brazil. Zootaxa, no 2660, p. 57-67 (texte intégral).